# Tumerozetes bifurcatus
Tumerozetes bifurcatus är en kvalsterart som beskrevs av Hammer 1966. Tumerozetes bifurcatus ingår i släktet Tumerozetes och familjen Tumerozetidae. Inga underarter finns listade i Catalogue of Life.